# PKP-Baureihe SM31
Die Lokomotiven der Baureihe SM31 der Polnischen Staatsbahnen (PKP) sind Diesellokomotiven für die Beförderung von Güterzügen und für den Rangierdienst.
Unter der Typenbezeichnung 411D entwickelte Fablok in Chrzanów ab 1973 eine Rangierdiesellokomotive  auf Basis der Baureihe SM42 entwickelt. 1976 wurden zwei Prototypen als SM31-001 und -002 fertiggestellt. Im Gegensatz zur SM42 wurde die SM31 als sechsachsige Lokomotive mit höherer Leistung ausgeführt. Die beiden Prototypen wurden von den PKP nicht übernommen, sondern an Industriebetriebe abgegeben.
Die Serienfertigung begann mit SM31-003. Bis 1985 wurden 167 SM31 an die PKP geliefert. Weitere 28 baugleiche Lokomotiven wurden unter der Bezeichnung Ls1200 für Industriebetriebe gebaut. Eine davon gelangte als SM31-170 zu den PKP. Parallel zu den Ls1200 wurden polnische Industriebahnen mit der der Baureihe SM48 entsprechenden Bauart TEM2 und der der Baureihe T 669.0 der Tschechoslowakischen Staatsbahnen entsprechenden Bauart S200 beliefert.
Einige SM31 wurden bereits ausgemustert. 2007 waren noch 112 SM31 im Bestand der PKP und im ganzen Netz mit Übergabezügen und als Rangierlokomotiven im Einsatz.